# Војводина Корушка
Војводина Корушка (словен. Vojvodina Koroška) је назив за једну од земаља у саставу Светог римског царства, Хабзбуршке монархије, Аустријског царства и Аустроугарске монархије. Постојала је од 976. године до 1918. године и заузимала је простор који приближно одговара границама данашње аустријске покрајине Корушке. Управно седиште се до 1518. налазило у Санкт Фајт на Глану, а од 1518 у Клафенфурту.